# Toluca de Lerdo, México

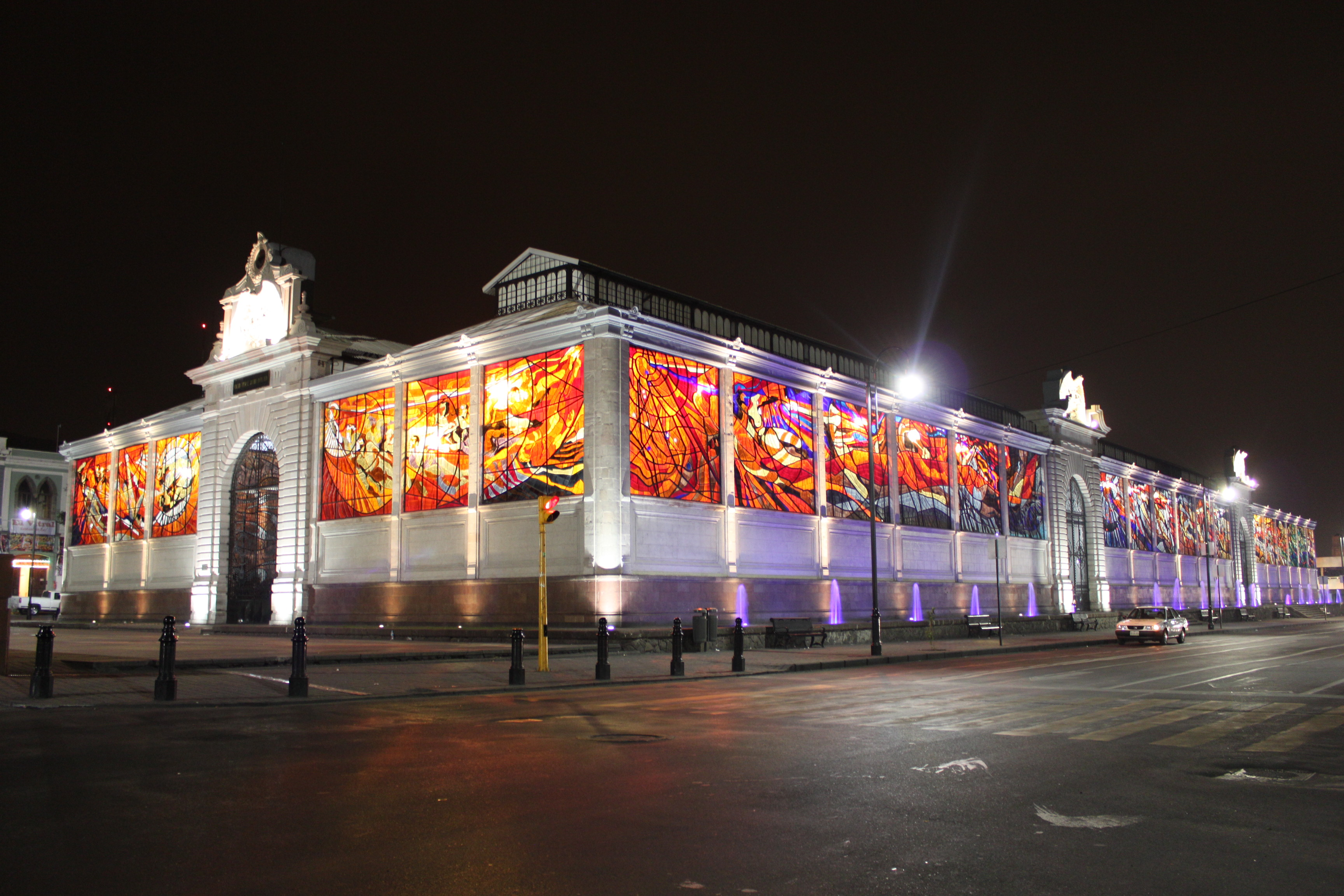
Ciudad de Toluca de Lerdo, clădirea Cosmovitral, orașul Toluca de Lerdo, municipalitatea Toluca, statul México

Toluca de Lerdo (conform originalului Ciudad de Toluca de Lerdo) este o localitate urbană, centrul uneia din cele 20 de zone metropolitane din Mexic și reședința municipalității cvasi-omonime, Municipalitatea Toluca, care o înconjoară. Se găsește în centrul statului federal mexican México. Populația întregii municipalități, care acoperă o suprafață de  km2 fusese de peste 1.000.000 de locuitori în 2005, atât cea urbană cât și cea rurală.

## Diferite resurse
- Hartă
- Gobierno de México Arhivat în 2 februarie 2014, la Wayback Machine.

## Articole conexe
- Lista celor 72 de municipalități din statul México